# Limnebius aluta
Limnebius aluta är en skalbaggsart som beskrevs av Ernest Marie Louis Bedel 1881. Limnebius aluta ingår i släktet Limnebius och familjen vattenbrynsbaggar. Arten är reproducerande i Sverige. Inga underarter finns listade i Catalogue of Life.